# Knuckle Huck

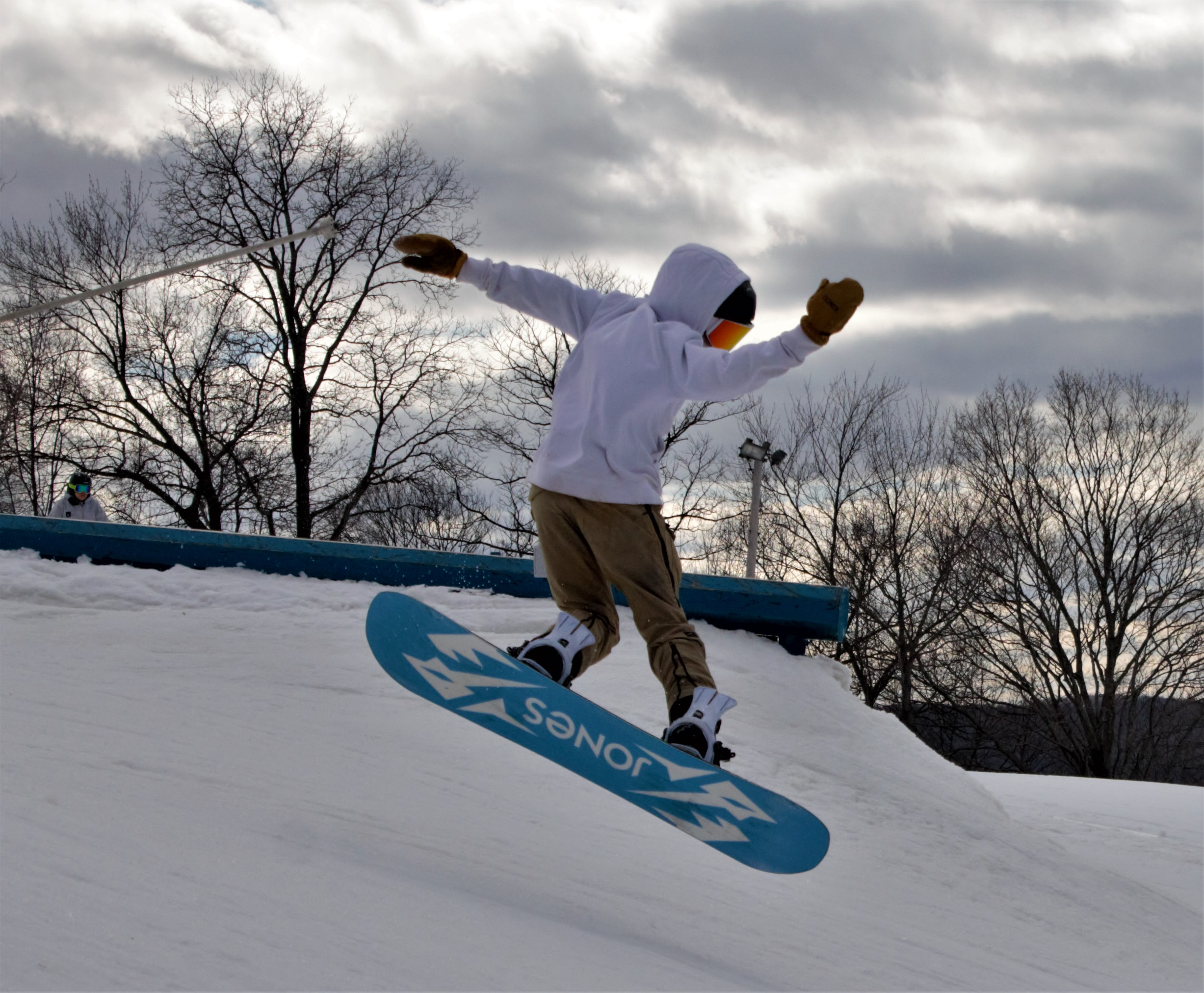
Snowboarder in Thunder Ridge beim Sprung über einen Knuckle

Knuckle Huck ist eine Disziplin im Snowboard und Freeskiing, die im Rahmen der X-Games bekannt wurde. Anders als im olympischen Big Air nutzen die Athleten dabei keinen Kicker, sondern eine Geländewelle und führen darüber (Sprung-)Tricks bei geringerer Anfahrtsgeschwindigkeit und vergleichsweise niedrigem Luftstand aus.

## Name
Knuckle ist das englische Wort für Höcker und bezeichnet im anatomischen Sinn die menschlichen Fingergelenke. Beim Knuckle Huck ist damit eine Geländewelle auf der Skipiste oder im Funpark gemeint, die den Athleten als Spielfläche für ihre Tricks dient. Unter dem Kunstwort huck versteht man im Ski-Jargon den kontrollierten Fall über eine Klippe oder eine andere Geländekante ohne große Absprungbewegung. Der Begriff hat seinen Ursprung in der Big-Mountain- und Freeride-Szene der 1990er Jahre, als Extremsportler wie Chuck Patterson alias „Huck Splatterson“ sich mit der Fallhöhe ihrer Manöver gegenseitig zu übertreffen versuchten.

## Geschichte
Knuckle Huck entstand als sportlicher Trend um das Jahr 2018. Der norwegische Snowboard-Profi Marcus Kleveland veröffentlichte in den sozialen Medien mehrere Videos von sich, die Tricks ohne große Anstrengung und Sprunghöhe zeigen. Der virale Erfolg dieser Clips erregte die Aufmerksamkeit des X-Games-Veranstalters ESPN, der Knuckle Huck im Januar 2019 erstmals ins Programm aufnahm. Eingeladen wurden Athleten, die vor allem in den Disziplinen Big Air, Halfpipe und Slopestyle erfolgreich sind. Fridtjof „Fridge“ Tischendorf gewann die erste Ausgabe mit einem Backflip Hand drag und einem Frontside 720. Tischendorfs Landsmann Kleveland hatte aufgrund einer gebrochenen Kniescheibe auf die Teilnahme verzichten müssen. Der unter anderem von Wendy’s und Chipotle gesponserte Wettbewerb war auf Anhieb ein Publikumsliebling und blieb im Programm.
2020 sicherte sich Zeb Powell den Knuckle-Huck-Sieg mit einem Coffinslide Backflip und sorgte damit für die erste Goldmedaille eines Afroamerikaners in der Geschichte der Winter-X-Games. Auch fand in diesem Jahr erstmals ein Wettkampf für Skifahrer statt, den Colby Stevenson für sich entschied. Marcus Kleveland konnte die neue Disziplin 2022 und 2023 als erster zweimal in Folge gewinnen. 2024 fanden in beiden Sportarten erstmals Wettbewerbe für Frauen statt, aus denen Kokomo Murase und Olivia Asselin als Siegerinnen hervorgingen. Aus den D-A-CH-Ländern konnten bisher Matěj Švancer (Ski-Silber 2023 und 2025), Annika Morgan (Snowboard-Silber 2024) und Sarah Höfflin (Ski-Bronze 2024) Medaillen gewinnen.

### Beschreibung
Im Rahmen der X-Games nutzten die Athleten beim Knuckle Huck das Snowboard-Deck bzw. ihre Ski, den Knuckle (englisch auch Roller oder Rollover genannt) und die Landezone des Big-Air-Kickers. Die Snowboarder verlagern den Druck dabei oft auf Nose oder Tail, um ihre kurzen, aber technischen Tricks durchführen zu können. Laut Antonio Olivero von Summit Daily bietet die Disziplin eine Möglichkeit, „atypische Kreativität, Style und Fähigkeiten“ zur Schau zu stellen. Die Tricks seien nicht so wuchtig und kraftvoll wie im Big Air, trotz geringerer Amplitude aber in vielerlei Hinsicht sowohl für Gelegenheitszuseher als auch für begeisterte Snowboarder „ästhetisch ansprechender“. Aufgrund geringer Anforderungen an Terrain und Pistenbeschaffenheit sowie relativ einfacher Reproduzierbarkeit erfreut sich Knuckle Huck großer Beliebtheit auf Plattformen wie Instagram und TikTok.

“It’s basically just a massive roller, especially here at X Games. You just regulate your speed and do whatever you want on the knuckle. Just try to be as creative as possible and blow everybody’s mind.”

„Es ist im Grunde genommen nur eine riesige Welle, insbesondere hier bei den X-Games. Du passt einfach deine Geschwindigkeit an und tust auf dem Knuckle, was immer du willst. Versuch einfach, so kreativ wie möglich zu sein und alle umzuhauen.“

Pro Wettkampf treten acht Athleten an, die während einer 20-minütigen „Jamsession“ hintereinander so viele Versuche wie möglich absolvieren. Bewertet wird der Gesamteindruck aus Ausführung, technischer Schwierigkeit, Originalität und Stil. Anders als bei allen anderen Disziplinen im Freestyle-Snowboarding und -Skiing (ausgenommen SBX und Skicross) werden beim Knuckle Huck jedoch keine Wertungspunkte vergeben. Auch gibt es keine für Sportübertragungen übliche Live-Rankings. Die Rangliste der Judges wird erst nach Abschluss des Wettkampfes veröffentlicht. 2019 und 2021 wurden jeweils nur die Sieger bekanntgegeben, bei allen anderen Austragungen ein voller Medaillensatz vergeben.

### Siegerliste
| X-Games | Sieger               | Siegerin      |
| ------- | -------------------- | ------------- |
| 2019    | Fridtjof Tischendorf | –             |
| 2020    | Zeb Powell           | –             |
| 2020 N  | Marcus Kleveland     | –             |
| 2021    | Dusty Henricksen     | –             |
| 2022    | Marcus Kleveland     | –             |
| 2023    | Marcus Kleveland     | –             |
| 2024    | Liam Brearley        | Kokomo Murase |
| 2025    | Wang Ziyang          | Kokomo Murase |

| X-Games | Sieger          | Siegerin       |
| ------- | --------------- | -------------- |
| 2019    | –               | –              |
| 2020    | Colby Stevenson | –              |
| 2020 N  | Alex Hall       | –              |
| 2021    | Henrik Harlaut  | –              |
| 2022    | Quinn Wolferman | –              |
| 2023    | Jesper Tjäder   | –              |
| 2024    | Colby Stevenson | Olivia Asselin |
| 2025    | Alex Hall       | Rell Harwood   |

N X-Games Norway